# Modiolus matris
Modiolus matris is een tweekleppigensoort uit de familie van de Mytilidae. De wetenschappelijke naam van de soort werd voor het eerst geldig gepubliceerd in 1921 door Henry Augustus Pilsbry.